# ソニー・放送メディア
株式会社ソニー・放送メディア（英: Sony Broadcast Media Co., Ltd.）は、かつて存在したソニー株式会社の連結子会社で、資産管理会社である。

## 概要
ベータカムを始めとしたカメラ・録画編集機材などテレビ局・ポストプロダクション向けプロフェッショナル機器の供給によるエレクトロニクス事業で放送事業者と関わり合いが深いソニーは1980年代より毎日放送など一部民放局やCSアナログ放送の一般放送事業者等へ出資を行った。その後、BSデジタル放送・CSデジタル放送による多チャンネル化時代の到来により、当時のメディア事業多角化の一環として1998年4月1日に設立し、ソニーが保有している各放送事業者企業の持株を譲り受けて継続保有すると共に新規参入の放送事業者への出資（投資）を行った。
2009年9月2日にソニーの放送事業は非中核事業と位置付けられ、事業合理化の為に同年11月1日にソニーと合併して消滅した。以後、当社保有株はソニーが直接保有する形態となっている。
なお、マスメディア集中排除原則（放送法）等の定めにより通常は放送事業者の株式を一定割合以上保有することは出来ずに出資先会社の持株比率は50%未満の為、中間持株会社とするのは誤用である。また、放送持株会社とは性質が異なる。

## 主な保有株式
- 株式会社スカパーJSATホールディングス 8.2%
- 株式会社毎日放送 4.44%
- 株式会社ビーエスフジ 3.21%
- 株式会社ソニー・ピクチャーズ エンタテインメント 2.3%
- 日本映画衛星放送株式会社 15%
- 株式会社ミュージック・オン・ティーヴィ（後のエムオン・エンタテインメント） 33.3%
- 株式会社大富 16.5%
- 株式会社ジェイ･スポーツ・ブロード・キャスティング（後の株式会社ジェイ・スポーツ） 10.7% - 当社消滅間際の2009年7月にジュピタースポーツに持分全て売却。

ソニー系列のアニマックス・AXNジャパンはソニーの連結子会社であるSPEもしくはSPEJの傘下である。